# Rötgesbüttel

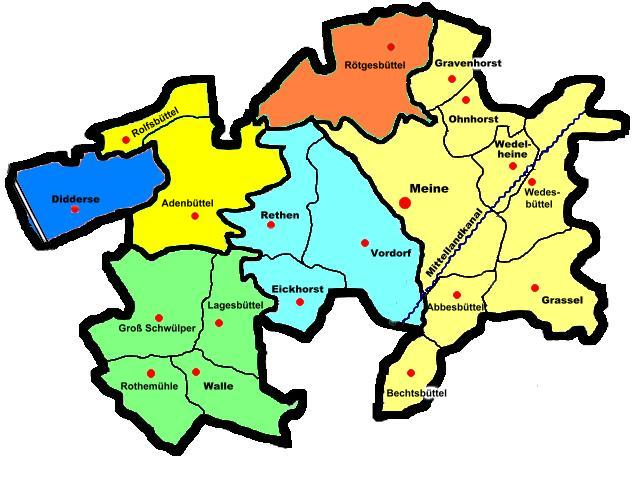
Bản đồ Papenteich

Rötgesbüttel là một đô thị thuộc huyện Gifhorn, trong bang Niedersachsen, Đức. Đô thị này có diện tích 10,83 km². Đô thị này thuộc Samtgemeinde Papenteich
Rötgesbüttel nằm về phía bắc của Braunschweig, giữa Harz và Lüneburg Heath. Các thị trấn gần nhất là: Wolfsburg, Salzgitter, Wolfenbüttel, Gifhorn, Peine và Celle.